# رنتسو زاناتزی
رنتسو زاناتزی (ایتالیایی: Renzo Zanazzi؛ ‏تلفظ در ایتالیایی: [ˈrɛntso]؛ ‏ ۵ آوریل ۱۹۲۴ – ۲۸ ژانویهٔ ۲۰۱۴) دوچرخه‌سوار اهل ایتالیا بود.